# (529) Preziosa
(529) Preziosa es un asteroide perteneciente al cinturón de asteroides descubierto el 20 de marzo de 1904 por Maximilian Franz Wolf desde el observatorio de Heidelberg-Königstuhl, Alemania.
Está nombrado por Preziosa, una obra del escritor alemán Pius Alexander Wolff (1782-1828).
Forma parte de la familia asteroidal de Eos.